# Luigi Bellini Carnesali
Luigi Bellini Carnesali (Verona, 1870 – 1940) è stato un giornalista e politico italiano, sindaco di Verona tra il 1907 e 1909.
Da giovane si laurea in legge presso l'Università di Bologna. Nel 1904, mentre dirigeva il quotidiano progressista "L'Adige" (L'Adige in questione non è quello esistente, che è organo d'informazione della provincia di Trento e che è stato fondato nel 1945),  inizia uno scambio di invettive contro Antonio Mantovani, direttore de "L'Arena" di stampo conservatore. Ciò porterà i due litiganti a sfidarsi a duello che si concluderà con il ferimento a morte del secondo.
La sua carriera politica inizia come sindaco del comune di Negarine (soppresso nel 1929 e accorpato a San Pietro in Cariano) per poi proseguire come primo cittadino della città scaligera tra il 1907 e il 1909. La sua amministrazione si distinguerà per un acceso anticlericalismo e per diversi provvedimenti a favore delle classi più disagiate.
Di indole patriottica e convinto interventista, partecipa alla prima guerra mondiale come volontario. In seguito aderisce al fascismo.
Dopo la morte, avvenuta nel 1940, verrà seppellito a Castelrotto, frazione di San Pietro in Cariano.